# Luigi Bertelli (pittore)
Luigi Bertelli (San Lazzaro di Savena, 19 dicembre 1833 – Bologna, 23 gennaio 1916) è stato un pittore italiano.
Durante un viaggio in Francia nel 1867 visitò Barbizon e rimase impressionato dalla pittura di Corot e Millet. Fu discreto paesaggista.
Carlo Carrà scrisse di lui: "Bertelli è un autentico trasfiguratore della realtà, rompe gli schemi convenzionali, il che significa approfondimento della plasticità. Il colore è la parte più intima della sua pittura e come ogni vero artista è creatore di poesia. Le sue raffigurazioni si riempiono così di un profondo senso umano".

## Biografia
Nacque a Caselle di San Lazzaro di Savena nel 1833 nella tenuta "La fiorentina" dei conti Malvasia, sesto figlio di una famiglia di contadini. Il padre Giuseppe, originario di Ronchi di Caprara presso Crevalcore, era stato fattore del conte Ercole di Malvasia, dal quale era riuscito ad acquistare "l'intera tenuta e ad impiantarvi una fornace di laterizi", oltre che costruire una villa per la propria famiglia. La madre Giovanna Malaguti, di origini modenesi, morì quando Luigi aveva solo quattro anni. Dopo la morte della moglie, Giuseppe Bertelli si risposò con Candida Gandolfi di San Pietro Capofiume, con la quale non ebbe altri figli. La matrigna si dimostrò molto affettuosa nei confronti di Luigi e dei fratelli.
Con il tempo l'antica fornace dei mattoni divenne la causa della rovina economica della famiglia Bertelli: Luigi tentò di rimodernarla con il sistema Hoffmann, ma l'esperimento fallì. La pittura divenne unica fonte di sostentamento, la passione per l'arte assoggettata alla necessità di guadagnare denaro, e Luigi imparò a preparare i colori per risparmiare la spesa dei tubetti. Dipingere all'aperto gli offerse l'occasione per incontrare il pittore Alessandro Guardassoni.
Negli anni giovanili Bertelli frequentò alcuni artisti: Antonio Puccinelli, Pietro Montebugnoli e lo stesso Guardassoni, che furono probabilmente i suoi maestri. In particolare, "dal fiorentino Puccinelli, portatore a Bologna di pittura neoclassica" e degli "echi del gruppo di Caffè Michelangiolo", Luigi derivò la "serietà di linguaggio". Dall'amico Guardassoni, invece, apprese "a fondere con il colore una meditazione austera intrisa di forte religiosità", oltre ad "un'intrinseca inquietudine" che in Bertelli si manifestò "essenzialmente in desolata solitudine oggettuale".
Nel 1857 sposò la piemontese Matilde Benetti, con la quale ebbe nove figli. Al terzogenito, Flavio, che divenne a propria volta pittore, Luigi scrisse le proprie osservazioni sull'espressione pittorica.
Negli anni sessanta la formazione artistica di Bertelli, se pure agli inizi, dimostrava già una certa solidità e l'inclinazione ad "uscire dai confini della scuola bolognese". Nei dipinti di quel periodo "una storia di amarezza e di abbandono" e "il dolore e il fallimento dell'esistenza materiale" venivano trasferiti nelle immagini e nella poesia della pittura.
Nel 1861 Luigi Bertelli presentò due dipinti all'esposizione italiana di Firenze, la prima manifestazione nazionale dopo l'unità d'Italia cui parteciparono gli artisti più rinomati dell'epoca. L'essere entrato in contatto con la realtà pittorica nazionale influì sulla evoluzione culturale di Bertelli, che da quel momento si dedicò a "dipingere dal vero ed a esprimere se stesso attraverso la natura reale, gli oggetti, il paesaggio".
L'amore per lo studio diretto della natura attrasse l'attenzione di Telemaco Signorini, che in una recensione del 1862 incluse Bertelli fra i "Progressisti" dell'epoca, "contro l'accademia romantica in nome di un rinnovamento della poetica e della tecnica pittorica" che consideravano come unico riferimento la fisicità e l'oggettualità della natura.
Nel 1867 Bertelli, grazie all'invito del conte Ercole di Malvasia, visitò l'Esposizione Universale di Parigi, dove ebbe occasione di entrare in contatto con gli artisti francesi. In particolare venne attratto dalle opere di Courbet, Corot e Breton; rimase "impressionato dalla Scuola di Barbizon e soprattutto da Millet e da Rousseau, che riconobbe quali "maestri spirituali". A Parigi fece anche la conoscenza di due pittori italiani, Filippo Palizzi ed Alberto Pasini, dai quali ricevette lodi di incoraggiamento.
Poco dopo il ritorno da Parigi Bertelli fu costretto ad abbandonare la campagna per trasferirsi in città, in condizioni economiche molto precarie. Dal 1870 lavorò intensamente, dipingendo all'aperto e ritraendo soprattutto la campagna bolognese intorno al fiume Savena, tra la via Emilia e la via Toscana, e la collina di Monte Donato. Le vicissitudini quotidiane lo costrinsero "a trascurare e a ritardare, per imprese di vita, le sue opere d'arte", e la gestazione di molti quadri fu piuttosto lunga.
Superato il periodo d'influenza francese, intorno al 1900 i dipinti di Bertelli vennero caratterizzati dall'esasperazione del realismo e da un impatto con la materia che, attraverso un "impasto di colore" sempre più corposo, suggeriva un "annullamento disperato" anziché intimità e abbandono.
Tra il 1870 e il 1912 i suoi dipinti vennero esposti nel corso di varie mostre collettive a Parma, Firenze, Milano, Roma, Torino, Venezia, Bologna, durante le quali ottenne diversi riconoscimenti. In particolare, in occasione della Mostra italiana di Arti Belle organizzata a Parma nel 1870, Bertelli venne premiato con la medaglia d'argento, mentre nel corso dell'Esposizione d'Arte Sacra, tenutasi a Roma nel 1883, ricevette la medaglia d'oro. Nel 1898 partecipò all'Esposizione nazionale di Torino.
Dopo la sua morte, già a partire dal 1920 gli vennero dedicate alcune retrospettive e i suoi quadri furono selezionati per numerose mostre collettive. In particolare, nel corso dell'esposizione celebrativa del 1946, organizzata dall'Associazione Francesco Francia presso il Salone del Podestà di Bologna, vennero esposte 125 opere. Malgrado ciò Bertelli faticò ad ottenere riconoscimenti anche dopo la morte, così come aveva faticato ad ottenerne nel corso della sua vita, vissuta in condizioni di estrema povertà, ostacolato dall'estrazione contadina e non accademica.
Lo stesso figlio Flavio "non ebbe coscienza della statura del padre. Ai funerali l'Accademia di belle arti di Bologna inviò la bandiera, che un bidello portò a spalla per un breve tratto di strada. Erano presenti i familiari, qualche conoscente e nessun artista". Nemmeno la critica gli tributò onori particolari: dovettero trascorrere trent'anni prima che Bertelli ricevesse l'attenzione della critica.
In compenso, in occasione del 150º anniversario dell'Unità d'Italia, venne avvertita la "volontà di celebrare l'opera di Luigi Bertelli", riconoscendo che l'artista contribuì ad arricchire e ad influenzare "la storia della pittura bolognese di tutto il Novecento".

## L'arte di Bertelli

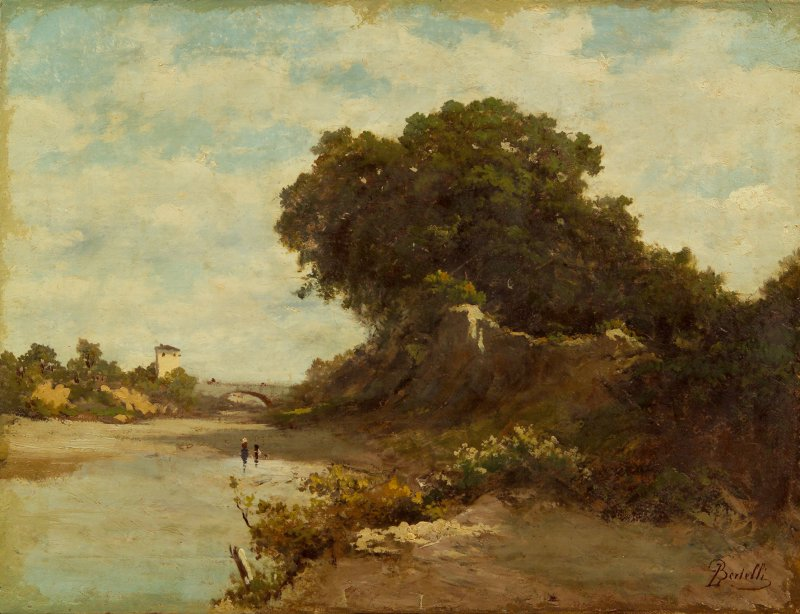
Ponte sul Savena

La pittura di Bertelli venne a lungo ricondotta, di volta in volta, "allo schema dei macchiaioli o a quello degli impressionisti", malgrado la sollecitazione del critico Nino Bertocchi, che nel 1946 invitava ad una lettura "spassionata" dei suoi dipinti. Se pure in ritardo rispetto a Bertocchi, i critici iniziarono a valutare l'opera di Luigi Bertelli attraverso un'ottica di più ampio respiro, non soltanto legata alla sua terra d'origine ma anche rispetto "ai principali fermenti culturali del periodo", che portarono l'artista a trasfigurare la realtà stessa che ritraeva, malgrado il senso di "grande dignità umana insito" nella sua pittura traesse "vigore e verità dalla fisicità della sua terra".
Le opere giovanili per certi aspetti avvicinavano Bertelli ai macchiaioli e soprattutto a Silvestro Lega; in particolare con quest'ultimo aveva in comune la "stessa ansia di osservazione contemplativa e di immersione nella realtà", dalla quale era "assente ogni traccia di azione e di ritmo narrativo". Bertelli ritraeva ciò che lo circondava e che osservava intorno a sé: "una materia umile, distesa cautamente, religiosamente, sulla tela o sul cartone".
In seguito, tuttavia, Bertelli intraprese una strada differente, "alla ricerca di una materialità più solida", in direzione di "un potente verismo". In seguito infatti la conoscenza dell'ambiente parigino gli fece valutare in maniera diversa, più critica, il modo "distante rispetto alla corposità e al dinamismo reale e latente della materia" in cui i macchiaioli si rapportavano con la natura. Contemporaneamente manifestò lo stesso "sentimento pittorico" comune a Millet, Théodore Rousseau e Corot: "la ricerca della verità trovata nel contatto immediato con la vita reale, la solitudine e la ricerca di più raffinate e soddisfacenti tecniche".
Produsse anche ritratti, se pure in numero molto inferiore rispetto ai paesaggi, scegliendo soggetti tratti dalla sua vita quotidiana, "vitali rappresentazioni degli uomini suoi pari", con una "forza di verità" che richiamava i quadri di Courbet.
Se la pittura di Bertelli modulava "i luoghi dell'infanzia", l'artista seppe anche "rappresentare le figure, gli ideali, i sentimenti, i significati, impliciti ed espliciti, della sua epoca"; "da buon lavoratore, Bertelli affrontava il paesaggio con la medesima lena e pazienza" di un bracciante, e nei confronti della propria tecnica era impegnato a "dissodare se stesso".
Dopo un periodo in cui la vena sembrava ormai esaurita, dal 1906 al 1910 produsse alcuni dipinti, come La pianura dall'alto o Sera d'inverno lungo il canale, nei quali dimostrò una ritrovata "capacità di sintesi". Arcangeli evidenziò come Bertelli riuscì a trovare la propria espressione originale malgrado le difficili trasformazioni culturali che l'Italia e Bologna stavano affrontando in quell'epoca. Tali difficoltà nelle opere di Bertelli si tradussero in "arie fatte di massi, di case solitarie, di cave deserte attraverso le quali manifestare il dolore cosmico dell'umanità ma anche formulare un desiderio di pace definitiva".
In analogia "alla pittura solida e costruttiva di Corot la serie delle Cave dipinta tra i due secoli"; "la pasta cromatica di quegli anni, densa e grumosa come fu la pennellata del francese, si trasformò per spatolate violente e talvolta informi nel paesaggio irreale ma profondamente materico" dei paesaggi aspri dei calanchi dell'Appennino, "luoghi poetici e senza tempo" in cui si immergeva "il naturalismo di Bertelli". Nelle cave di Monte Donato mise a punto "le tecniche più ardite della sua pittura, sempre più sintetica e vigorosa", con cui raggiunse "apici così moderni da richiamare Giorgio Morandi", che condivideva la stessa "solennità dell'arte emiliana". Nelle cave di gesso di Monte Donato Bertelli traeva "spunti di riflessione, attratto da suggestioni materiche talora decisive".
Costante nei dipinti di Bertelli era quindi il rapporto con la propria terra d'origine, che trasformava la pittura in poesia e la natura in stati d'animo, come le ferite ritratte attraverso i calanchi, e che nell'ultimo periodo si riduceva "ai suoi schemi essenziali, alla sua elementare materialità, al suo impasto di forme e di colore": il paesaggio emiliano divenne "luogo come proiezione del sé", in cui era possibile rintracciare la "personalità" di Bertelli.

### La solitudine di Bertelli
Opere quali le Cave di Monte Donato dimostrarono "inutile il tentativo di definire Bertelli impressionista o macchiaiolo": "la sua sensibilità fu altra, altro il suo senso delle cose e del mondo" che vennero trasmesse dalla "voce solitaria, grave, desolata talvolta, di Bertelli".
In particolare la solitudine di Luigi Bertelli "nell'ambiente bolognese ottocentesco" affondava le proprie radici "nella qualità di un sentimento poetico" molto più intenso rispetto a quello "diffuso fra i suoi contemporanei". L'autodidatta Bertelli, "lontano da ogni scuola", trovò in Millet, Rousseau e Corot la "conferma di verità scoperte da solo, attraverso un empirico lavoro d'autocritica, nella solitudine della campagna emiliana, nel contatto immediato con la vita". Infatti "la visione bertelliana" esisteva già compiutamente prima del viaggio a Parigi, e gli elementi della sua poesia erano già presenti nei dipinti giovanili, "ordinati in un libero schema compositivo e in un ritmo tonale" che si sarebbero ripercossi "in molta parte dell'opera dell'artista maturo. Del resto Bertelli "non fu mai accademico: trovò in sé un linguaggio che gli consentì la compiuta espressione dei moti della sua fantasia pittorica".
Fu uomo "solo e solitario, ma pittore attento e avido di conoscenza", caratterizzato da "un'attitudine esistenziale da meditazione eremitica, in cerca di assolutezza senza remore". Rispetto ai suoi contemporanei, l'isolamento di Bertelli era dovuto al fatto che in quel periodo "a Bologna, nessuno poteva stargli al pari, nel genere del paesaggio, nel fronteggiare in maniera altrettanto autonoma la grande arte europea": con il suo naturalismo Bertelli si oppose all'oratoria, al provincialismo delle scuole regionali, ad un certo soggettivismo romantico e alla peggiore accademia.
Tra il 1867 e i primi anni ottanta Bertelli ricercò un "contatto più vero con la natura", con la materia, una "sorta di verismo progressivo" non più "filtrato dalla limpidezza dei colori e dalla nettezza del segno", anche attraverso l'adozione di una tecnica diversa. "La densità, lo sprofondamento, lo spessore, il materialismo che in lui era senso della materia terrestre, sentimento della identità materiale del mondo" erano "gli elementi caratteristici del suo naturalismo".  Non si trattò di un "realismo disanimato", di una contemplazione del reale "in tutta la concretezza dei suoi elementi plastici e cromatici": i suoi lavori erano permeati da una "religiosità" che allontanava "ogni sospetto d'indifferenza morale", una "religiosità realistica".
Quando Bertelli ricercava "la 'verità di natura' nei paesaggi della desolata pianura bolognese, nelle cave di gesso sulle colline, nei boschi e negli scorci lontani dal paesaggio urbano", stimolava il proprio "istinto creativo, la percezione estetica" che nella materia pittorica riportava "il sentimento dell'identità materiale del mondo e della ricchezza immateriale dell'uomo nella ricerca di sé".

## Alcune opere
- Veduta dall'alto, 1858, Galleria d'arte moderna di Bologna[45]
- Villa bolognese, acquarello su carta, cm. 21x15, 1870-73
- L'organino, acquarello su carta bianca, cm. 15x22, 1870-73
- Laghetto con barche, acquarello, cm. 16x22, 1870-73
- Giuseppe Bertelli (ritratto del padre), disegno al carboncino su carta, 1870-73
- Attraversando il fiume, acquarello su carta, cm. 18x24, 1873-75
- Casolare con figure, acquarello su carta, cm. 20x24, 1873-75
- Contadino, disegno a matita su carta, cm. 33x25, 1873-75
- Paesaggio con ferrovia, olio su tela, cm. 54x75, 1860
- Nel giardino, olio su cartone, cm. 26x20, 1860-65
- Signora nel parco, olio su tela, cm. 21x27, 1860-65
- Gli oleandri, olio su tela, cm. 39x28, 1865-70
- Villa, olio su tela, cm. 74x110, 1866
- La moglie che legge, olio su tela, cm. 34,5x24, 1870-75
- La fornace, olio su tela, cm. 30x45, 1875-80
- Paesaggio, olio su carta, cm. 53x77, 1875-80
- Petronio, il nostro contadino, olio su tela, cm. 30,5x20x5, 1875-80
- Bovi alla Carbonaia, olio su cartone, cm. 37x39,5, 1880-85
- La chiusa di Casalecchio, olio su tela, cm. 87x134, 1885-90
- Il Savena a San Ruffillo, olio su tela, cm. 54x70, 1885-90

- Lavandaie, olio su tela, cm. 80x67, 1887
- Pescatore sul Reno, olio su tela, 60x95, 1888
- Pineta, olio su tela, cm. 110x173, 1890
- Greto del Savena, olio su tela, cm. 55x70, 1890-95
- Calanchi, olio su tela, 1890-95
- La riva del Savena, olio su tela, cm. 59x76, 1890-95
- La chiesa della salute a Venezia, olio su cartone, cm. 19x16, 1890-95
- L'abbeverata, olio su tela, cm. 80x120, 1890-95
- Il bove accosciato, olio su tela, cm. 24x35, 1890-95
- La cava e la macina, olio su tela, cm. 58x75, 1895-1900
- Il tram a cavalli, olio su tela, cm. 60x98, 1895-1900
- Il vaporino, olio su tela, cm. 92x132, 1895-1900
- Cave di gesso a Monte Donato, olio su tela, cm. 88x139, 1900
- Cave di Monte Donato, olio su tela, cm. 135x235, 1900-1905
- Gregge al pascolo, olio su tela, cm. 80x120, 1909
- Querce, olio su tela, cm. 76x119, 1905-1910
- S. Luca, olio su tela, cm. 75x120, 1903
- Sera d'inverno lungo il canale, olio su tela, cm. 73x120, 1905-10
- La pianura dall'alto, olio su tela, cm. 130x210, 1906
- Mare in tempesta, olio su tela, cm. 88x114, 1910